# Hiroyoshi Nishizawa
Alférez de NavíoHiroyoshi Nishizawa (西澤 広 義 Nishizawa Hiroyoshi, 27 de enero de 1920 - 26 de octubre de 1944) fue un piloto de caza, considerado un as de la Marina Imperial Japonesa, en el Frente del Pacífico durante la Segunda Guerra Mundial.
Se le acredita oficialmente en Japón con las siguientes victorias aéreas: 
- Victorias individuales confirmadas: 36
- Aparatos enemigos dañados: 2
- Victorias asignadas al grupo aéreo, derribado/dañado: 49

Es muy probable que Nishizawa fuera el as de combate japonés más exitoso de la guerra; él personalmente afirmó haber tenido 102 victorias aéreas en el momento de su muerte. La incertidumbre se debe al hábito japonés de registrar victorias para las unidades de los pilotos, más que para un individuo, después de 1941, así como las afirmaciones a menudo exageradas de las matanzas aéreas que fueron aceptadas con frecuencia. Algunas fuentes dan crédito a Nishizawa con sobre 120 hasta 150 victorias.

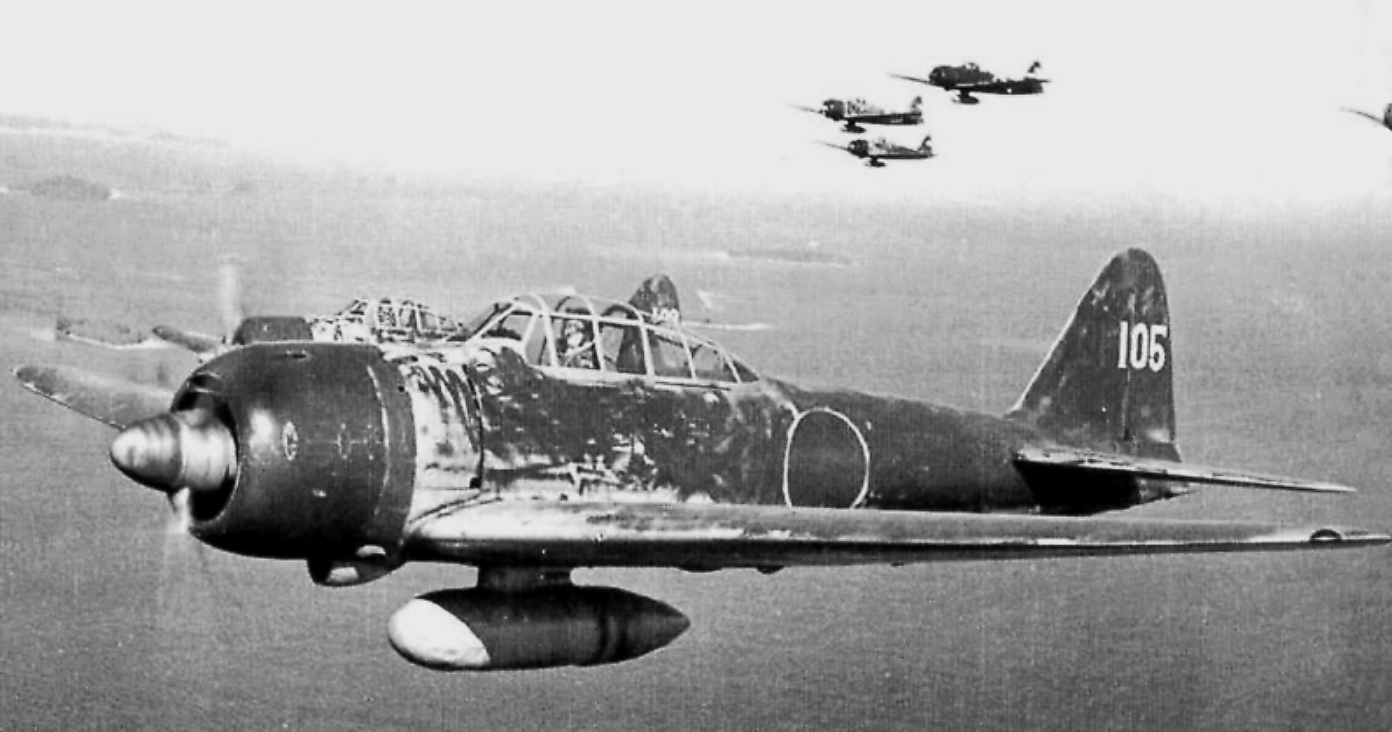
Hiroyoshi Nishizawa a bordo de su Mitsubishi Zero A63M Modelo 22 (código de cola UI-122) del Kokutai 251 sobre las Islas Solomón en mayo de 1943. Éste avión fue apuradamente pintado con camuflaje de tono verde oscuro en las partes altas del aeronave.

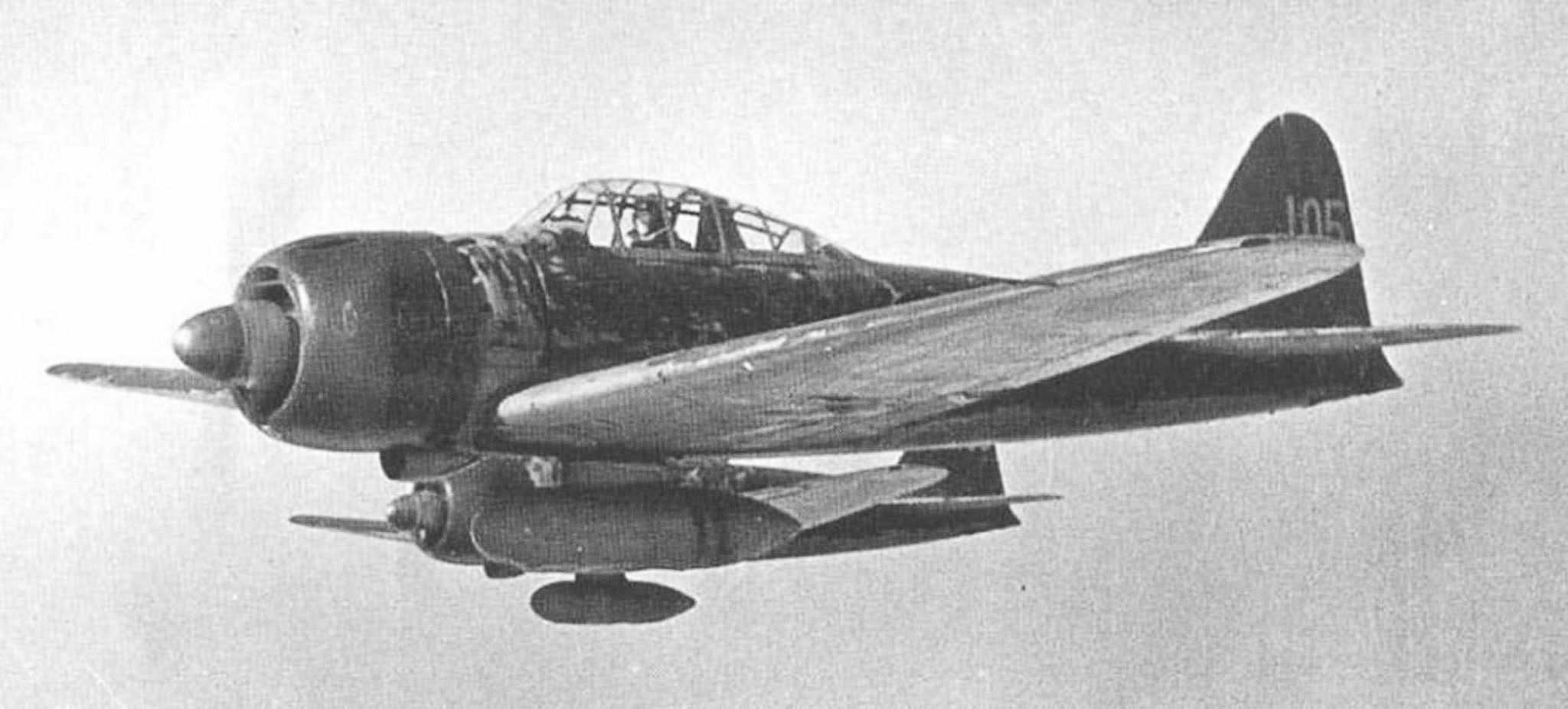
Nishizawa volando con su escolta, 1943.

## Primeros años
Hiroyoshi Nishizawa nació el 27 de enero de 1920 en un pueblo montañés en la Prefectura de Nagano, el quinto hijo de Mikiji y Miyoshi Nishizawa. Su padre era el encargado de una fábrica elaboradora de sake. Hiroyoshi se graduó de la escuela superior y luego comenzó a trabajar en una fábrica textil.
En junio de 1936, un anuncio impreso llamó su atención, un llamado para que los voluntarios se unan al Yokaren (programa de entrenamiento de reserva de vuelo). Nishizawa aplicó y calificó como un estudiante piloto en la Clase Otsu n.º 7 de la Fuerza Aérea de la Armada Japonesa (JNAF). Completó su curso de entrenamiento de vuelo en marzo de 1939, graduándose 16º de una clase de 71. Antes de la guerra, sirvió con la Oita, Omura y Suzuka Kōkūtai (grupos de aire / alas). En octubre de 1941, fue trasladado al Chitose Kōkūtai, con el rango de oficial de reserva de primera clase.

## Segunda Guerra Mundial

### Nueva Guinea
Después del estallido de la guerra con los aliados, la escuadrilla de Nishizawa (Chutai) del grupo del aire de Chitose, entonces volando un Mitsubishi A5M , en ese momento obsoleto, se mudó al campo de aviación en la isla de Vunakanau de Nueva Bretaña. El escuadrón recibió sus primeros Mitsubishi Zeros (A6M2, Modelo 21) la misma semana.
El 3 de febrero de 1942, Nishizawa, todavía volando su A5M obsoleto, obtuvo su primera victoria aérea de la guerra, un PBY Catalina; Los historiadores han establecido, sin embargo, que el avión sólo fue dañado y logró regresar a la base. El 10 de febrero, la escuadra de Nishizawa fue transferida al 4.º grupo de aire recién formado. Cuando los nuevos Zeros fueron entregados, Nishizawa recibió un flamante A6M2 con el código de cola F-108.
El 1 de abril de 1942, la escuadrilla de Nishizawa fue transferida a Lae, Nueva Guinea y asignada al grupo aéreo de Tainan. Allí voló con los ases Saburō Sakai y Toshio Ōta en un Chutai (escuadrón) dirigido por Junichi Sasai. Sakai describió a su amigo Nishizawa como un individuo de 1,72 m, 63 kg en peso, pálido y flaco, sufriendo constantemente de la malaria y enfermedades tropicales de la piel. Experto en el judo, sus compañeros de escuadrón, lo apodaban el "Diablo" y lo consideraban un solitario reservado y taciturno. Respecto de su desempeño en el aire, Sakai, uno de los ases aéreos más importantes de Japón, escribió: 

"Nunca he visto a un hombre con un avión de combate hacer lo que Nishizawa hace con su Zero. Sus acrobacias fueron al mismo tiempo impresionantes, brillantes, totalmente Impredecibles, imposibles y conmovedoras para presenciar ".

A menudo se enfrentaron con las Fuerzas Aéreas de los Estados Unidos y los combatientes de la Fuerza Aérea Australiana Real que operaban desde Port Moresby. La primera victoria individual confirmable de Nishizawa, fue un USAAF P-39 Airacobra, el 11 de abril de 1942. Él más tarde reclamó seis más en un período de 72 h del 1 al 3 de mayo, convirtiéndose un as de combate confirmado.
Nishizawa se integró como miembro del afamado y afiatado "trío de limpieza" con Saburō Sakai y Toshio Ōta. En la noche del 16 de mayo, Nishizawa, Sakai y Ōta estaban escuchando en la sala de estar a la emisión de un programa de radio australiano, cuando Nishizawa reconoció la pieza musical "Dansee Macabre" del compositor, pianista y organista francés Camille Saint-Saëns  . Nishizawa, inspirado en la melodía que evocaba una danza macabra , ahora de repente tenía una idea loca y expresó: 

-"¿Conoces la misión de mañana en Port Moresby? ¿Por qué no hacemos un pequeño show, un baile de la muerte de nosotros? Justo sobre el campo de aviación enemigo, esto debería volverlos locos en el suelo ".

El 17 de mayo de 1942, el teniente comandante Tadashi "Shosa" Nakajima condujo a su grupo denominado Tainan Ku en una misión a Port Moresby, con Sakai y Nishizawa como sus compañeros. Cuando la formación japonesa volvió a formarse para el vuelo de regreso, Sakai señaló a Nakajima, quien iba tras un avión enemigo y se despegó. Minutos más tarde, Sakai estaba sobre Port Moresby de nuevo, para mantener su cita con Nishizawa y Ōta. El trío se involucró en osadas acrobacias aéreas efectuando tres lazos apretados sobre el campo enemigo. Después de eso, un jubiloso Nishizawa indicó que quería repetir la actuación. Volando en picada a 6000 pies (1828,8 m), los tres Zeros hicieron tres bucles más, todavía sin recibir ningún fuego antiaéreo desde el suelo. luego se dirigieron entonces de regreso a Lae, llegando 20 minutos después del resto del Kōkūtai.
Alrededor de las 21:00, el teniente Junichi Sasai los quería en su despacho, inmediatamente. Cuando llegaron, Sasai levantó una carta. -¿Sabes dónde conseguí esto? él gritó. -No, les diré, tontos, que fue dejado hace unos minutos por un incursor enemigo. La carta, escrita en inglés, decía:

-"Al comandante de Lae: "Nos impresionaron mucho los tres pilotos que nos visitaron hoy, y a todos nos gustaron los lazos que hicieron sobre nuestro campo, fue una exhibición y agradeceríamos que los mismos pilotos volvieran aquí otra vez, cada uno llevando un distintivo verde alrededor de su cuello. Lo sentimos, no pudimos darles una mejor atención en su último viaje, pero vamos a hacer que la próxima vez recibirán una bienvenida total de nosotros"-.

Nishizawa, Sakai y Ōta se mantuvieron atentos y trataron de reprimir reír en voz alta, mientras que el teniente Sasai los amonestaba por su "comportamiento idiota" y les prohibía hacer más espectáculos acrobáticos sobre campos de aviación enemigos. Los tres ases principales de Tainan Kōkūtai acordaron en secreto, que la coreografía aérea sí había valido la pena.

### Guadalcanal
A principios de agosto de 1942, el grupo aéreo se trasladó a Rabaul, operando inmediatamente contra las fuerzas estadounidenses en Guadalcanal. En el primer enfrentamiento el 7 de agosto, Nishizawa reclamó seis F4F Wildcats derribados (historiadores han confirmado dos muertes).
El 8 de agosto de 1942, Saburō Sakai, el amigo más cercano de Nishizawa, fue severamente herido en combate por los bombarderos de torpedos de la Armada norteamericana Grumman TBM Avenger. Nishizawa notó que Sakai estaba desaparecido y entró en una rabia descontrolada, buscó en la zona, tanto por señales de Sakai y para encontrar algunos aviones estadounidenses para luchar, se dice que incluso estaba dispuesto a embestir aviones enemigos con el suyo. Finalmente, se calmó y regresó a Lakunai. Más tarde, para asombro de todos, Sakai llegó el seriamente herido . Golpeado en la cabeza por una bala, cubierto de sangre y ciego en un ojo, regresó a la base con su dañado Zero, después de un vuelo de cuatro horas, 47 minutos sobre 560 millas náuticas. Nishizawa, el teniente Sasai y Toshio Ōta transportaron al obstinado pero inconsciente Sakai al hospital. Nishizawa sacó físicamente al conductor de ambulancia que esperaba y condujo personalmente a Sakai, tan rápido pero tan suavemente como fue posible, al cirujano. Sakai fue evacuado al Japón el 12 de agosto de 1942.
El prolongado conflicto sobre Guadalcanal fue costoso para el grupo aéreo de Nishizawa (rebautizado como el 251º en noviembre) a medida que aviones y tácticas estadounidenses mejoraron, su comandante Sasai (con 27 victorias) fue derribado y muerto por el capitán Marion E. Carl el 26 de agosto de 1942, y Ōta (34 muertes) murió el 21 de octubre de 1942.

### Regreso a Japón

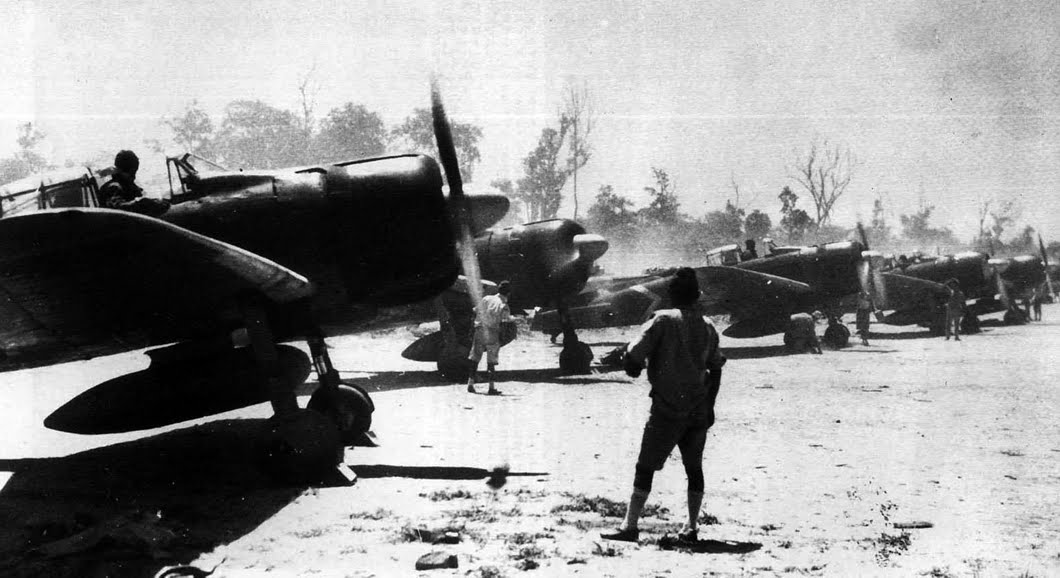
Cazas A6M3 Zero del portaviones Zuikaku preparándose para un ataque. Bombardeo de Rabaul (1943).

A mediados de noviembre, el 251 fue retirado a la base aérea de Toyohashi en Japón para reemplazar sus pérdidas, con los diez pilotos supervivientes,  todos se hicieron instructores, incluyendo a Nishizawa. Se cree que Nishizawa a esta altura ya había tenido alrededor de 40 victorias aéreas completas o parciales para este tiempo (algunas fuentes afirman que 54).
Nishizawa, estuvo de licencia en Japón, visitó a Saburō Sakai, quien todavía estaba recuperándose en el hospital de Yokosuka. Nishizawa se quejó a Sakai de su nuevo deber como instructor: 

"Saburō, ¿puedes imaginarme volando en un destartalado biplano viejo, enseñando a algún joven tonto a hacer bancadas y girar, y cómo mantener los pantalones secos?"

Nishizawa también atribuyó la pérdida de la mayoría de sus compañeros pilotos a la cada vez mayor ventaja material de las fuerzas aliadas, los aviones y tácticas estadounidenses habían mejorado. "No es lo que recuerdas, Saburō", dijo. "No había nada que pudiera hacer, había demasiados aviones enemigos, demasiados." Aun así, Nishizawa no podía esperar a volver a combatir. "Quiero un avión de combate en mis manos de nuevo", dijo. "Simplemente tengo que volver a la acción, quedarme en Japón me está matando".
Nishizawa reclamó a sus superiores por los meses de inacción en Japón. Él y el grupo 251 volvieron a Rabaul en mayo de 1943. En junio de 1943, los logros de Nishizawa fueron honrados con un regalo del comandante de la 11a Flota Aérea, el Vicealmirante Jinichi Kusaka. Nishizawa recibió una espada militar con la inscripción "Buko Batsugun" ("Por valor militar incondicional"), fue transferido al 253o Grupo Aéreo en Nueva Bretaña en septiembre. En noviembre, fue promovido a suboficial y reasignado a las labores de entrenamiento en Japón con el Oita Air Group.
En febrero de 1944, él ensambló el grupo 203 del aire, funcionando en las islas  Kuriles, lejos de la acción pesada.

### Campaña en las Filipinas
En octubre, sin embargo, el 203 fue transferido a Luzón. Nishizawa y otros cuatro fueron separados en un aeródromo más pequeño en Cebú.
El 25 de octubre de 1944, Nishizawa dirigió la escolta de caza formada por cuatro A6M5s, pilotados por Nishizawa, Misao Sugawa, Shingo Honda y Ryoji Baba para el primer ataque kamikaze de la guerra, dirigido al grupo de trabajo "Taffy 3" del vicealmirante Clifton Sprague Estaba protegiendo los desembarcos en la Batalla del Golfo de Leyte .
Los voluntarios kamikazes, encabezados por el teniente Yukio Seki, pilotaron cinco Zeros A6M2 Modelo 21, cada uno con una bomba de 250 kilogramos. Estrellaron deliberadamente sus aviones en los buques de guerra de los Estados Unidos en el primer ataque kamikaze oficial del escuadrón suicida Tokkōtai "Shikishima". 
Eran los primeros kamikazes a hundir un barco enemigo. El ataque fue muy exitoso, ya que cuatro de los cinco kamikazes golpearon sus blancos e infligieron grandes daños. Un A6M2 probablemente volado por el Teniente Yukio Seki ☃☃se estrelló contra la cubierta de vuelo del barco de escolta USS St. Lo a las 10:53. La bomba de 250 kilogramos (551,15565 libras) del Zero estalló en la cubierta del hangar, dando como resultado un incendio y explosiones secundarias que pronto detonaron torpedos y la bodega de bombas del St. Lo. 
La escolta se hundió media hora más tarde; 126 hombres se perdieron en acción. El teniente Yukio Seki está registrado diciendo antes de la misión: "El futuro de Japón es sombrío si se ve obligado a matar a uno de sus mejores pilotos. No voy a esta misión para el Emperador o para el Imperio ... Voy porque me lo ordenaron!"
Mientras viajaba como escolta de combate a esta misión kamikaze, Nishizawa registró como mínimo, su 86a y 87a victoria (ambos Grumman F6F Hellcats), las últimas victorias aéreas de su carrera.
Nishizawa tuvo una premonición durante el vuelo; vio en una visión su propia muerte. Nishizawa reportó el éxito de la salida al comandante Nakajima después de regresar a la base. Luego se ofreció como voluntario para participar en la misión kamikaze Tokkōtai del día siguiente. Su solicitud fue rechazada.
En cambio, el A6M5 Zero de Nishizawa fue armado con una bomba de 250 kilogramos (551,15565 lb) y operado por el Piloto Aéreo Naval de Primera Clase Tomisaku Katsumata. Un piloto menos experimentado, él sin embargo se estrelló en el portaaviones escolta USS Swanee de Surigao. Katsumata se estrelló en la cubierta de vuelo de Swanee e impactó contra un torpedero que acababa de ser recuperado. Los dos aviones hicieron explosión al contacto, igual que otros nueve aviones en su cubierta de vuelo. Aunque la nave no fue hundida, se incendió durante varias horas, y 85 de sus tripulantes murieron, 58 desaparecieron y 102 resultaron heridos.

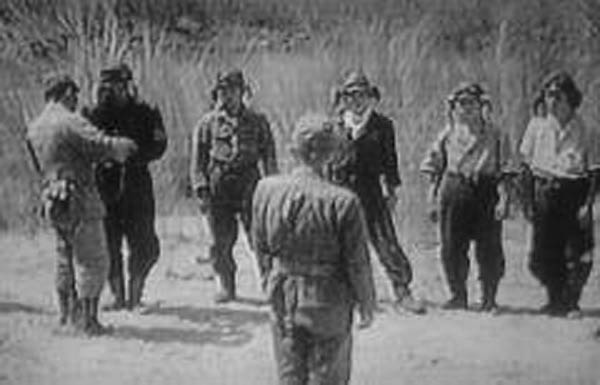
Brindis ceremonial: La unidad del Tte. Seki Shikishima del Primer Cuerpo de Ataques Especiales Kamikaze, mientras se preparan a despegar de la base de Mabalacat, en las Filipinas, el 25 de octubre de 1944.

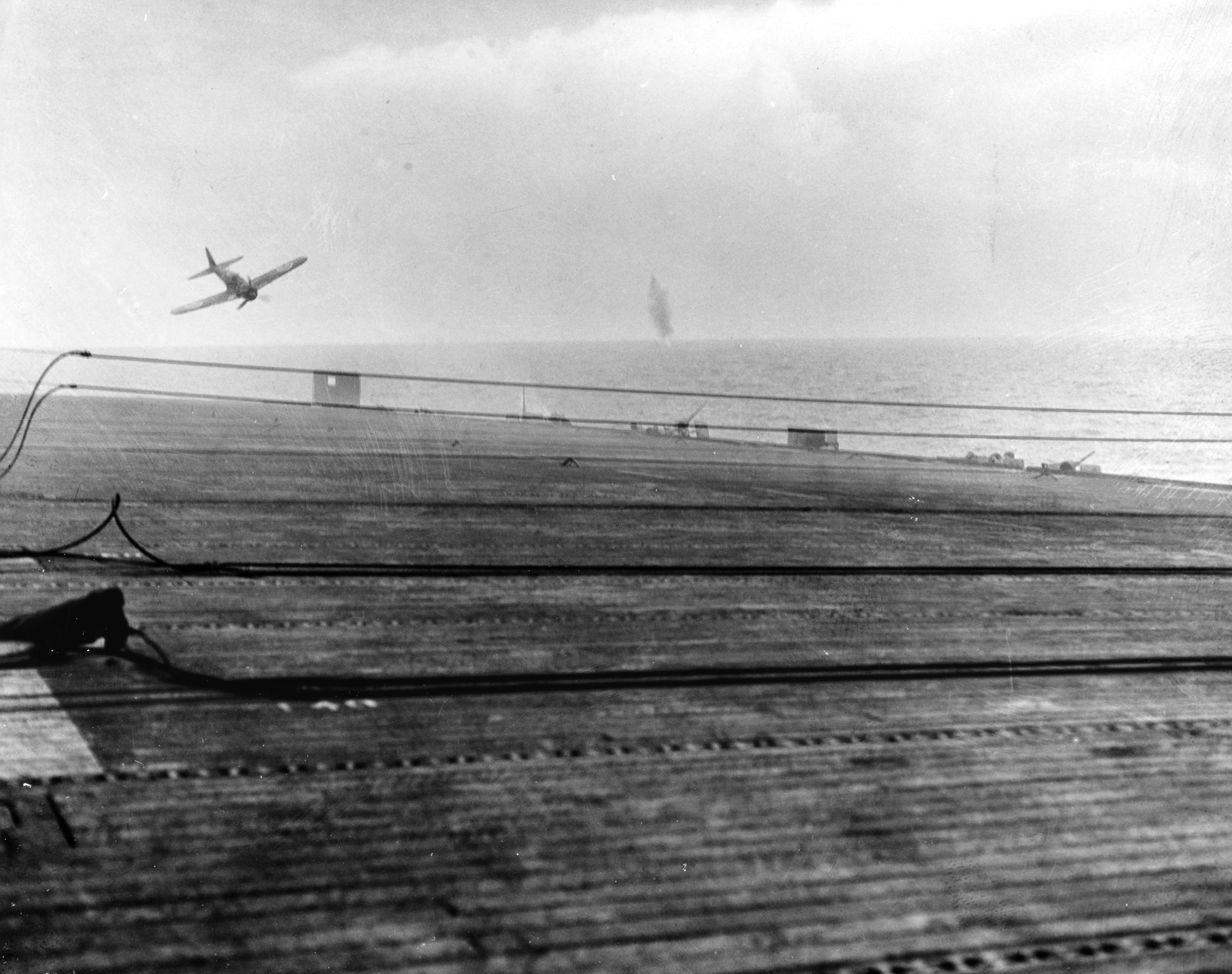
El Mitsubishi Zero A6M2 de la unidad del Tte. Yukio Seki durante una misión suicida contra el portaaviones escolta USS White Plains, 25 de octubre de 1944.

### Muerte
Al día siguiente, siendo su propio Zero destruido en tierra junto a otros aparatos, Nishizawa y otros pilotos del 201 Kōkūtai abordaron un avión de transporte Nakajima Ki-49 Donryu ("Helen" en código aliado) y dejaron Mabalacat en Pampanga por la mañana, para transportar Zeros de reemplazo desde Clark Field en Luzón.
Sobre Calapan en la isla de Mindoro, el transporte Ki-49 fue atacado por dos F6F Hellcats del escuadrón VF-14 provenientes del USS Wasp y fue derribado en llamas. Nishizawa murió como un pasajero, probablemente la víctima del teniente j.g. Harold P. Newell, quien fue acreditado con una "Helen" noreste de Mindoro esa mañana.
Al enterarse de la muerte de Nishizawa, el comandante de la Flota Combinada, el Almirante Soemu Toyoda, honró a Nishizawa con una mención en un boletín de todas las unidades y lo promovió póstumamente al rango de teniente de grado inferior. Nishizawa también recibió el nombre póstumo de Bukai -en Kohan Giko Kyoshi, una frase budista Zen que traduce: "En el océano del ejército, reflejo de todos los pilotos distinguidos, una persona budista honrada". Debido a la confusión hacia el final de la guerra del Pacífico, la publicación del boletín se retrasó y los servicios fúnebres no se celebraron hasta el 2 de diciembre de 1947.